# Поддържан резерват
Поддържан резерват представлява екосистема, включваща редки и/или застрашени диви растителни и животински видове и местообитанията им. Със създаването на тази категория защитени територии се дава възможност да бъдат защитени най-значимите влажни зони в България.

## Цел на управление
Целта на управление на поддържаните резервати е:
- поддържане на природния им характер
- научни и образователни цели и/или екологичен мониторинг
- възстановяване на популации на растителни и животински видове и/или условия на местообитанията им
- опазване на генетичните ресурси.[1]

## Дейности на управление
Забранена е всякаква вид дейност, с изключение на:
- охраната им
- посещения с научна цел, които се осъществяват след съгласуване с министъра на околната среда и водите или с оправомощени от него длъжностни лица
- преминаването на хора по маркирани пътеки (включително с образователна цел), които се определят със заповед на министъра на околната среда и водите
- събирането на семенен материал, диви растения и животни с научна цел или за възстановяването им на други места, които се осъществяват след съгласуване с министъра на околната среда и водите или с оправомощени от него длъжностни лица
- провеждане на поддържащи, направляващи, регулиращи или възстановителни мерки, които се определят в плана за управление на поддържаните резервати.[1]